# Бацадинский сельсовет
Бацадинский сельсовет  — административно-территориальная единица и муниципальное образование со статусом сельского поселения в Гунибском районе Дагестана Российской Федерации.
Административный центр — село Бацада.

## Население
| 2002  | 2010 | 2012 | 2013 | 2014  | 2015  | 2016  |
| ----- | ---- | ---- | ---- | ----- | ----- | ----- |
| 1021  | ↘785 | ↘780 | ↘776 | ↗777  | ↗792  | ↗795  |
| 2017  | 2018 | 2019 | 2020 | 2021  | 2023  | 2024  |
| ↗797  | ↗798 | ↗810 | ↗840 | ↗1008 | ↘1002 | ↗1006 |
| 2025  |      |      |      |       |       |       |
| ↗1009 |      |      |      |       |       |       |

## Состав
| № | Населённый пункт | Тип населённого пункта       | Население |
| - | ---------------- | ---------------------------- | --------- |
| 1 | Бацада           | село, административный центр | ↗896      |
| 2 | Кулла            | село                         | ↗112      |